# Tom Steels
Tom Steels (nascido em 2 de setembro de 1971, em Sint-Gillis-Waas) é um ex-ciclista bélgico, que era profissional entre 1997 e 2008. Competiu nos Jogos Olímpicos de Verão de 1992 e 1996.